# Situation désespérée, mais pas sérieuse
Pour plus de détails, voir Fiche technique et Distribution.
Situation désespérée, mais pas sérieuse (Situation Hopeless--But Not Serious) est un film américain de Gottfried Reinhardt, sorti en 1965.

## Synopsis
Lors du bombardement d'une ville allemande en novembre 1944, un avion américain est abattu. Ses deux pilotes, "Hank" et "Lucky", se réfugient dans une cave, où le propriétaire, Herr Frick, accepte de les cacher, mais sans les tenir au courant de l'évolution réelle du conflit. Il les garde ainsi plusieurs années, et lorsqu'ils sortent enfin, ils ne vont découvrir la vérité qu'en tombant sur une équipe de tournage réalisant un film de guerre. Les trois hommes se retrouvent aux États-Unis où Hank engage Frick comme majordome.

## Fiche technique
- Titre original : Situation Hopeless--But Not Serious
- Titre français : Situation désespérée, mais pas sérieuse
- Réalisation : Gottfried Reinhardt
- Assistant : Henry Sokal
- Scénario : Sylvia Reinhardt d'après le roman The Hiding Place de Robert Shaw
- Adaptation : Jan Lustig
- Directeur Artistique : Rolf Zehatbaeur
- Costumes : Ilse Dubois
- Photographie : Kurt Hasse
- Son : Walter Rühland
- Montage : Salter Boos
- Musique : Harold Burns
- Production : Gottfried Reinhardt
- Production déléguée : Kurt Hartmann
- Production associée : Jose de Villaverde
- Directeur de production : Michael Bittins
- Société de production : Castle Productions
- Société de distribution : Paramount Pictures
- Pays d'origine :  États-Unis
- Langue originale : anglais
- Format : noir et blanc — 35 mm — 1,37:1 — son Mono
- Genre : Comédie
- Durée : 97 minutes
- Dates de sortie :
  -  États-Unis : 13 octobre 1965
  -  France : 14 janvier 1966
- Affiche : Boris Grinsson (France)

## Distribution
- Alec Guinness : Herr Frick
- Mike Connors : Lucky
- Robert Redford (VF : Roger Rudel) : Hank
- Anita Höfer (de) : Edeltraud
- Mady Rahl : Lissie
- Paul Dahlke : Herr Neusel
- Frank Wolff : le sergent chef
- John Briley : Le sergent
- Elisabeth von Molo : Wanda
- Carola Regnier (de) : Senta

## Article annexe
- Underground